# امیلی هاتویاما
امیلی هاتویاما (انگلیسی: Emily Hatoyama؛ زادهٔ ۱۱ فوریهٔ ۱۹۵۵) بازیگر، مدل (شخص)، جستار اهل ژاپن است.